# Olympische Winterspiele 2018/Teilnehmer (Schweden)
| Gelbes Symbol für Goldmedaillen mit stilisierten Olympischen Ringen | Graues Symbol für Silbermedaillen mit stilisierten Olympischen Ringen | Braundes Symbol für Bronzemedaillen mit stilisierten Olympischen Ringen |
| ------------------------------------------------------------------- | --------------------------------------------------------------------- | ----------------------------------------------------------------------- |
| 7                                                                   | 6                                                                     | 1                                                                       |

Schweden nahm an den Olympischen Winterspielen 2018 in Pyeongchang mit 116 Athleten in neun Disziplinen teil, davon 62 Männer und 54 Frauen. Es war die 23. Teilnahme Schwedens bei Olympischen Winterspielen sein. Fahnenträger bei der Eröffnungsfeier war Niklas Edin. Mit sieben Goldmedaillen, sechs Silbermedaillen und einer Bronzemedaille war Schweden die sechsterfolgreichste Nation bei den Spielen.

## Medaillen

### Medaillenspiegel
| Rang   | Sportart    | G | S | B | Gesamt |
| ------ | ----------- | - | - | - | ------ |
| 1      | Skilanglauf | 2 | 3 | 1 | 6      |
| 2      | Biathlon    | 2 | 2 | — | 4      |
| 3      | Ski Alpin   | 2 | — | — | 2      |
| 4      | Curling     | 1 | 1 | — | 2      |
| Gesamt | Gesamt      | 7 | 6 | 1 | 14     |

### Medaillengewinner
| Name/n                                                                      | Sportart    | Wettkampf            |
| --------------------------------------------------------------------------- | ----------- | -------------------- |
| Gold                                                                        |             |                      |
| Frida Hansdotter                                                            | Ski Alpin   | Slalom               |
| André Myhrer                                                                | Ski Alpin   | Slalom               |
| Charlotte Kalla                                                             | Skilanglauf | Skiathlon            |
| Stina Nilsson                                                               | Skilanglauf | Sprint               |
| Hanna Öberg                                                                 | Biathlon    | Einzel (15,0 km)     |
| Peppe Femling Jesper Nelin Sebastian Samuelsson Fredrik Lindström           | Biathlon    | Staffel (4 × 7,5 km) |
| Anna Hasselborg Sara McManus Agnes Knochenhauer Sofia Mabergs Jennie Wåhlin | Curling     | Frauen               |
| Silber                                                                      |             |                      |
| Charlotte Kalla                                                             | Skilanglauf | Freier Stil          |
| Anna Haag Charlotte Kalla Ebba Andersson Stina Nilsson                      | Skilanglauf | Staffel              |
| Charlotte Kalla Stina Nilsson                                               | Skilanglauf | Teamsprint           |
| Sebastian Samuelsson                                                        | Biathlon    | Verfolgung (12,5 km) |
| Linn Persson Mona Brorsson Anna Magnusson Hanna Öberg                       | Biathlon    | Staffel (4 × 6 km)   |
| Niklas Edin Oskar Eriksson Rasmus Wranå Christoffer Sundgren Henrik Leek    | Curling     | Männer               |
| Bronze                                                                      |             |                      |
| Stina Nilsson                                                               | Skilanglauf | 30 km klassisch      |

## Teilnehmer nach Sportart

### Biathlon
| Athleten                                                          | Wettbewerbe                   | Zeit        | Fehler         | Rang   |
| ----------------------------------------------------------------- | ----------------------------- | ----------- | -------------- | ------ |
| Frauen                                                            |                               |             |                |        |
| Mona Brorsson                                                     | 7,5 km Sprint                 | 22:42,2 min | 2 (1+1)        | 27     |
| Mona Brorsson                                                     | 10 km Verfolgung              | 32:29,8 min | 1 (0+0+1+0)    | 10     |
| Mona Brorsson                                                     | 15 km Einzel                  | 44:13,8 min | 2 (1+0+0+1)    | 14     |
| Elisabeth Högberg                                                 | 7,5 km Sprint                 | 23:05,9 min | 1 (0+1)        | 35     |
| Elisabeth Högberg                                                 | 10 km Verfolgung              | 33:45,1 min | 2 (1+0+1+0)    | 29     |
| Anna Magnusson                                                    | 15 km Einzel                  | 45:27,1 min | 2 (2+0+0+0)    | 37     |
| Hanna Öberg                                                       | 7,5 km Sprint                 | 21:47,0 min | 1 (0+1)        | 7      |
| Hanna Öberg                                                       | 10 km Verfolgung              | 31:44,2 min | 3 (1+2+0+0)    | 5      |
| Hanna Öberg                                                       | 15 km Einzel                  | 41:07,2 min | 0 (0+0+0+0)    | Gold   |
| Linn Persson                                                      | 7,5 km Sprint                 | 23:11,5 min | 3 (1+2)        | 37     |
| Linn Persson                                                      | 10 km Verfolgung              | 33:21,7 min | 3 (1+0+1+1)    | 21     |
| Linn Persson                                                      | 15 km Einzel                  | 43:41,5 min | 1 (1+0+0+0)    | 11     |
| Linn Persson Mona Brorsson Anna Magnusson Hanna Öberg             | 4 × 6 km Staffel              | 1:12:14,1 h | 0+12 (0+7 0+5) | Silber |
| Männer                                                            |                               |             |                |        |
| Peppe Femling                                                     | 10 km Sprint                  | 24:52,2 min | 2 (1+1)        | 32     |
| Peppe Femling                                                     | 12,5 km Verfolgung            | 37:45,8 min | 5 (1+1+1+2)    | 42     |
| Fredrik Lindström                                                 | 10 km Sprint                  | 25:14,1 min | 3 (2+1)        | 39     |
| Fredrik Lindström                                                 | 12,5 km Verfolgung            | 36:41,5 min | 5 (0+2+2+1)    | 29     |
| Fredrik Lindström                                                 | 20 km Einzel                  | 49:25,9 min | 1 (0+0+0+1)    | 8      |
| Jesper Nelin                                                      | 10 km Sprint                  | 24:46,8 min | 3 (1+2)        | 30     |
| Jesper Nelin                                                      | 12,5 km Verfolgung            | 24:46,8 min | 4 (0+1+1+2)    | 18     |
| Jesper Nelin                                                      | 20 km Einzel                  | 50:37,1 min | 3 (0+0+0+3)    | 24     |
| Martin Ponsiluoma                                                 | 20 km Einzel                  | 51:56,6 min | 2 (2+0+0+0)    | 38     |
| Sebastian Samuelsson                                              | 10 km Sprint                  | 24:12,6 min | 2 (2+0)        | 14     |
| Sebastian Samuelsson                                              | 12,5 km Verfolgung            | 33:03,7 min | 1 (0+0+1+0)    | Silber |
| Sebastian Samuelsson                                              | 20 km Einzel                  | 48:32,9 min | 1 (0+0+1+0)    | 4      |
| Peppe Femling Fredrik Lindström Jesper Nelin Sebastian Samuelsson | 4 × 7,5 km Staffel            | 1:15:16,5 h | 0+7 (0+2 0+5)  | Gold   |
| Mixed                                                             |                               |             |                |        |
| Mona Brorsson Hanna Öberg Jesper Nelin Sebastian Samuelsson       | 2 × 6 km + 2 × 7,5 km Staffel | 1:11:07,5 h | 2+8 (0+2 2+6)  | 11     |

### Curling
| Wettbewerb  | Frauen | Männer |
| ----------- | --- | --- |
| Athleten    | Anna Hasselborg Sara McManus Agnes Knochenhauer Sofia Mabergs Jennie Wåhlin                                                                                       | Niklas Edin Oskar Eriksson Rasmus Wranå Christoffer Sundgren Henrik Leek                                                         |
| Vorrunde    | Dänemark 9:3 Kanada 7:6 Olympische Athleten aus Russland 5:4 Schweiz 8:7 Großbritannien 8:6 Südkorea 6:7 Japan 4:5 Volksrepublik China 8:4 Vereinigte Staaten 9:6 | Dänemark 9:5 Südkorea 7:2 Vereinigte Staaten 10:4 Großbritannien 8:6 Kanada 5:2 Japan 11:4 Schweiz 3:10 Italien 7:3 Norwegen 2:7 |
| Halbfinale  | Großbritannien 10:5 | Schweiz 9:3 |
| Finale      | Südkorea 8:3 | Vereinigte Staaten 7:10 |
| Platzierung | Gold | Silber |

### Eishockey
Sowohl die Männer- als auch die Frauennationalmannschaft konnten sich aufgrund ihrer Position in der IIHF-Weltrangliste für das olympische Turnier qualifizieren.
| Wettbewerb        | Frauen | Männer |
| ----------------- | --- | --- |
| Athleten          | Emmy Alasalmi Sarah Berglind Anna Borgqvist Olivia Carlsson Johanna Fällman Erika Grahm Sara Grahn Sara Hjalmarsson Lisa Johansson Sabina Küller Maria Lindh Elin Lundberg Minatsu Murase Emma Nordin Maja Nylén Persson Johanna Olofsson Hanna Olsson Emilia Ramboldt Fanny Rask Rebecca Stenberg Annie Svedin Erica Udén Johansson Pernilla Winberg | Jonas Ahnelöv Dick Axelsson Alexander Bergström Simon Bertilsson Rasmus Dahlin Jhonas Enroth Dennis Everberg Viktor Fasth Johan Fransson Erik Gustafsson Magnus Hellberg Patrik Hersley Carl Klingberg Staffan Kronwall Anton Lander Pär Lindholm Joakim Lindström Joel Lundqvist Oscar Möller John Norman Linus Omark Fredrik Pettersson Viktor Stålberg Mikael Wikstrand Patrik Zackrisson |
| Vorrunde          | Japan 2:1 (1:0, 0:1, 1:0) Korea 8:0 (4:0, 1:0, 3:0) Schweiz 1:2 (0:0, 0:1, 1:1) | Norwegen 4:0 (2:0, 0:0, 2:0) Deutschland 1:0 (1:0, 0:0, 0:0) Finnland 3:1 (1:0, 0:1, 2:0) |
| Viertelfinale     | Finnland 2:7 (0:3, 2:2, 0:2) | Deutschland 3:4 n. V. (0:2, 0:0, 3:1, 0:1) |
| Platzierungsrunde | Japan 1:2 n. V. (0:0, 1:1, 0:0, 0:1) | – |
| Spiel um Platz 7  | Korea 6:1 (2:1, 1:0, 3:0) | – |
| Platzierung       | 7. Platz | 5. Platz |

### Eiskunstlauf
| Athleten      | Athleten | Kurzprogramm/-tanz | Kurzprogramm/-tanz | Kür/Kürtanz        | Kür/Kürtanz        | Gesamt | Gesamt |
| Athleten      | Athleten | Punkte             | Rang               | Punkte             | Rang               | Punkte | Rang   |
| ------------- | -------- | ------------------ | ------------------ | ------------------ | ------------------ | ------ | ------ |
| Frauen        |          |                    |                    |                    |                    |        |        |
| Anita Östlund | Einzel   | 49,14              | 28                 | Kür nicht erreicht | Kür nicht erreicht | 49,14  | 28     |

### Eisschnelllauf
| Athleten          | Wettbewerbe | Zeit        | Rang |
| ----------------- | ----------- | ----------- | ---- |
| Männer            |             |             |      |
| Nils van der Poel | 5000 m      | 6:19,06 min | 14   |

### Freestyle-Skiing
| Athleten              | Wettbewerbe | Qualifikation | Qualifikation | Finale        | Finale        | Rang |
| Athleten              | Wettbewerbe | Punkte        | Rang          | Punkte        | Rang          | Rang |
| --------------------- | ----------- | ------------- | ------------- | ------------- | ------------- | ---- |
| Frauen                |             |               |               |               |               |      |
| Jennie-Lee Burmansson | Slopestyle  | 77,00         | 11            | 65,00         | 8             | 8    |
| Emma Dahlström        | Slopestyle  | 91,40         | 1             | 52,40         | 11            | 11   |
| Männer                |             |               |               |               |               |      |
| Felix Elofsson        | Buckelpiste | 73,28         | 14            | ausgeschieden | ausgeschieden | 24   |
| Ludvig Fjällström     | Buckelpiste | 70,36         | 16            | ausgeschieden | ausgeschieden | 26   |
| Walter Wallberg       | Buckelpiste | 74,47         | 11            | ausgeschieden | ausgeschieden | 21   |
| Henrik Harlaut        | Slopestyle  | 75,80         | 17            | ausgeschieden | ausgeschieden | 17   |
| Oliwer Magnusson      | Slopestyle  | 73,20         | 18            | ausgeschieden | ausgeschieden | 18   |
| Jesper Tjäder         | Slopestyle  | 60,60         | 23            | ausgeschieden | ausgeschieden | 23   |
| Oscar Wester          | Slopestyle  | 95,40         | 1             | 62,00         | 11            | 11   |

| Athleten              | Wettbewerbe | Qualifikation | Qualifikation | Achtelfinale | Viertelfinale | Halbfinale    | Finale        | Rang |
| Athleten              | Wettbewerbe | Zeit          | Rang          | Rang         | Rang          | Rang          | Rang          | Rang |
| --------------------- | ----------- | ------------- | ------------- | ------------ | ------------- | ------------- | ------------- | ---- |
| Frauen                |             |               |               |              |               |               |               |      |
| Lisa Andersson        | Skicross    | 1:16,15 min   | 17            | 1            | 2             | 4             | 2             | 6    |
| Sandra Näslund        | Skicross    | 1:13,58 min   | 4             | 1            | 2             | 1             | 4             | 4    |
| Männer                |             |               |               |              |               |               |               |      |
| Viktor Andersson      | Skicross    | 1:11,20 min   | 29            | 4            | ausgeschieden | ausgeschieden | ausgeschieden | 29   |
| Erik Mobärg           | Skicross    | 1:10,36 min   | 22            | DNF          | ausgeschieden | ausgeschieden | ausgeschieden | 26   |
| Victor Öhling Norberg | Skicross    | 1:10,26 min   | 19            | 3            | ausgeschieden | ausgeschieden | ausgeschieden | 22   |

### Ski Alpin
| Athleten            | Wettbewerbe  | 1. Lauf     | 2. Lauf     | Gesamt        | Gesamt        |
| Athleten            | Wettbewerbe  | Zeit        | Zeit        | Zeit          | Rang          |
| ------------------- | ------------ | ----------- | ----------- | ------------- | ------------- |
| Frauen              |              |             |             |               |               |
| Estelle Alphand     | Riesenslalom | 1:14,23 min | 1:08,99 min | 2:23,22 min   | 16            |
| Estelle Alphand     | Slalom       | 51,34 s     | DNF         | ausgeschieden | ausgeschieden |
| Frida Hansdotter    | Riesenslalom | 1:11,32 min | 1:09,73 min | 2:21,05 min   | 6             |
| Frida Hansdotter    | Slalom       | 49,09 s     | 49,54 s     | 1:38,63 min   | Gold          |
| Sara Hector         | Riesenslalom | 1:11,22 min | 1:10,31 min | 2:21,53 min   | 10            |
| Lisa Hörnblad       | Abfahrt      | −           | −           | 1:41,63 min   | 17            |
| Lisa Hörnblad       | Super-G      | −           | −           | 1:22,79 min   | 24            |
| Anna Swenn-Larsson  | Slalom       | 49,29 s     | 50,32 s     | 1:39,61 min   | 5             |
| Emelie Wikström     | Slalom       | 49,76 s     | 51,81 s     | 1:41,57 min   | 12            |
| Männer              |              |             |             |               |               |
| Mattias Hargin      | Slalom       | 49,71 s     | 51,51 s     | 1:41,22 min   | 19            |
| Kristoffer Jakobsen | Riesenslalom | 1:12,02 min | DNS         | ausgeschieden | ausgeschieden |
| Kristoffer Jakobsen | Slalom       | 48,74 s     | 51,20 s     | 1:39,94 min   | 7             |
| André Myhrer        | Riesenslalom | 1:09,60 min | 1:12,09 min | 2:21,69 min   | 23            |
| André Myhrer        | Slalom       | 47,93 s     | 51,06 s     | 1:38,99 min   | Gold          |
| Matts Olsson        | Riesenslalom | 1:09,31 min | 1:11,39 min | 2:20,70 min   | 10            |

| Mixed                                                           |                         |           |     |            |     |               |               |               |               |   |
| Frida Hansdotter Anna Swenn-Larsson Mattias Hargin André Myhrer | Riesenslalom Mannschaft | Slowenien | 3:1 | Österreich | 0:4 | ausgeschieden | ausgeschieden | ausgeschieden | ausgeschieden | 5 |

### Skilanglauf
| Athleten                                                        | Wettbewerbe       | Zeit        | Rang   |
| --------------------------------------------------------------- | ----------------- | ----------- | ------ |
| Frauen                                                          |                   |             |        |
| Ebba Andersson                                                  | 10 km Freistil    | 26:32,9 min | 13     |
| Ebba Andersson                                                  | 15 km Skiathlon   | 40:55,8 min | 4      |
| Ebba Andersson                                                  | 30 km klassisch   | 1:27:14,8 h | 13     |
| Hanna Falk                                                      | 10 km Freistil    | 27:08,5 min | 21     |
| Anna Haag                                                       | 15 km Skiathlon   | 44:01,8 min | 32     |
| Anna Haag                                                       | 30 km klassisch   | 1:34:31,0 h | 29     |
| Ida Ingemarsdotter                                              | 10 km Freistil    | 27:42,6 min | 34     |
| Charlotte Kalla                                                 | 10 km Freistil    | 25:20,8 min | Silber |
| Charlotte Kalla                                                 | 15 km Skiathlon   | 40:44,9 min | Gold   |
| Charlotte Kalla                                                 | 30 km klassisch   | 1:25:14,8 h | 5      |
| Stina Nilsson                                                   | 15 km Skiathlon   | 41:33,8 min | 10     |
| Stina Nilsson                                                   | 30 km klassisch   | 1:24:16,5 h | Bronze |
| Anna Haag Charlotte Kalla Ebba Andersson Stina Nilsson          | 4 × 5 km Staffel  | 51:26,3 min | Silber |
| Männer                                                          |                   |             |        |
| Jens Burman                                                     | 15 km Freistil    | 35:15,7 min | 19     |
| Jens Burman                                                     | 30 km Skiathlon   | 1:17:23,9 h | 17     |
| Jens Burman                                                     | 50 km klassisch   | 2:18:34,5 h | 28     |
| Calle Halfvarsson                                               | 15 km Freistil    | 34:44,5 min | 9      |
| Calle Halfvarsson                                               | 30 km Skiathlon   | DNF         | DNF    |
| Calle Halfvarsson                                               | 50 km klassisch   | DNF         | DNF    |
| Marcus Hellner                                                  | 15 km Freistil    | 34:22,6 min | 8      |
| Marcus Hellner                                                  | 30 km Skiathlon   | 1:17:04,8 h | 12     |
| Daniel Rickardsson                                              | 15 km Freistil    | 34:55,1 min | 11     |
| Daniel Rickardsson                                              | 30 km Skiathlon   | 1:17:12,1 h | 14     |
| Daniel Rickardsson                                              | 50 km klassisch   | 2:12:12,5 h | 7      |
| Viktor Thorn                                                    | 50 km klassisch   | 2:21:53,8 h | 40     |
| Jens Burman Daniel Rickardsson Marcus Hellner Calle Halfvarsson | 4 × 10 km Staffel | 1:35:10,5 h | 5      |

| Athleten                         | Wettbewerbe      | Qualifikation | Qualifikation | Viertelfinale | Viertelfinale | Halbfinale    | Halbfinale    | Finale        | Finale        | Rang   |
| Athleten                         | Wettbewerbe      | Zeit          | Rang          | Zeit          | Rang          | Zeit          | Rang          | Zeit          | Rang          | Rang   |
| -------------------------------- | ---------------- | ------------- | ------------- | ------------- | ------------- | ------------- | ------------- | ------------- | ------------- | ------ |
| Frauen                           |                  |               |               |               |               |               |               |               |               |        |
| Anna Dyvik                       | Sprint klassisch | 3:17,99 min   | 14            | 3:13,09 min   | 3             | 3:15,77 min   | 6             | ausgeschieden | ausgeschieden | 12     |
| Hanna Falk                       | Sprint klassisch | 3:12,54 min   | 4             | 3:11,08 min   | 1             | 3:11,14 min   | 3             | 3:15,00 min   | 5             | 5      |
| Ida Ingemarsdotter               | Sprint klassisch | 3:16,06 min   | 8             | 3:14,58 min   | 3             | ausgeschieden | ausgeschieden | ausgeschieden | ausgeschieden | 13     |
| Stina Nilsson                    | Sprint klassisch | 3:08,74 min   | 1             | 3:10,90 min   | 1             | 3:10,52 min   | 1             | 3:03,84 min   | 1             | Gold   |
| Charlotte Kalla Stina Nilsson    | Teamsprint       | −             | −             | −             | −             | 16:23,28 min  | 2             | 15:56,66 min  | 2             | Silber |
| Männer                           |                  |               |               |               |               |               |               |               |               |        |
| Calle Halfvarsson                | Sprint klassisch | 3:13,27 min   | 10            | 3:11,95 min   | 3             | ausgeschieden | ausgeschieden | ausgeschieden | ausgeschieden | 13     |
| Teodor Peterson                  | Sprint klassisch | 3:11,55 min   | 5             | 3:12,23 min   | 2             | 3:11,02 min   | 5             | ausgeschieden | ausgeschieden | 9      |
| Oskar Svensson                   | Sprint klassisch | 3:12,02 min   | 7             | 3:08,77 min   | 1             | 3:10,61 min   | 2             | 3:13,48 min   | 5             | 5      |
| Viktor Thorn                     | Sprint klassisch | 3:12,19 min   | 8             | 3:17,33 min   | 6             | ausgeschieden | ausgeschieden | ausgeschieden | ausgeschieden | 27     |
| Marcus Hellner Calle Halfvarsson | Teamsprint       | −             | −             | −             | −             | 15:58,99 min  | 2             | 15:59,33 min  | 4             | 4      |

Maja Dahlqvist, Maria Nordström, Emma Wikén, Gustav Eriksson, Emil Jönsson und Björn Sandström standen ebenfalls im Aufgebot, blieben aber ohne Einsatz.

### Snowboard
| Athleten        | Wettbewerbe | Qualifikation | Qualifikation | Finale        | Finale        | Rang |
| Athleten        | Wettbewerbe | Punkte        | Rang          | Punkte        | Rang          | Rang |
| --------------- | ----------- | ------------- | ------------- | ------------- | ------------- | ---- |
| Männer          |             |               |               |               |               |      |
| Måns Hedberg    | Slopestyle  | 46,25         | 13            | ausgeschieden | ausgeschieden | 25   |
| Niklas Mattsson | Big Air     | 90,00         | 2             | 36,00         | 12            | 12   |
| Niklas Mattsson | Slopestyle  | 73,53         | 6             | 74,71         | 9             | 9    |